# Shiloh: Grant's Trial in the West
Shiloh: Grant’s Trial in the West est un jeu vidéo de type wargame créé par Chuck Kroegel et David Landrey et publié par Strategic Simulations en 1987 sur Apple II, Atari 8-bit, Commodore 64 et IBM PC. Le jeu simule, au niveau tactique et opérationnel, la bataille de Shiloh de la guerre de Sécession qui oppose l’armée de l'Union à l’armée des États confédérés les 6 et 7 avril 1862. Il est le quatrième volet d'une série de quatre wargames développés par Chuck Kroegel et David Landrey, qui partagent le même moteur de jeu et le même contexte historique. Il succède ainsi à Battle of Antietam (1985), Gettysburg: The Turning Point (1986) et Rebel Charge at Chickamauga (1987). Comme ses prédécesseurs, le jeu se déroule au tour par tour sur une carte, constituée de cases carrées, qui représente le champ de bataille et les différents types de terrain qui le compose. Sur cette carte, les joueurs contrôle des unités d'infanterie, de cavalerie et d'artillerie de la taille d'une brigade, d'une division ou d'un corps d'armée. À chaque unité est rattaché un leader dont les caractéristiques, qui sont fonction de ses capacités historiques, influent directement sur l'efficacité des troupes sous ses ordres. Chaque tour de jeu est divisé en plusieurs phases qui permettent d'abord au joueur de donner des ordres de déplacements et d'attaque à ses unités, puis au joueur adverse d’ordonner à ses troupes de riposter avant une phase de combat dans laquelle les unités de chaque camp tirent alternativement. Les phases précédentes sont ensuite répétées en inversant les rôles pour compléter le tour de jeu.

## Système de jeu
Shiloh: Grant’s Trial in the West est un wargame qui simule, au niveau tactique et opérationnel, la bataille de Shiloh de la guerre de Sécession. Le joueur, qui commande l’armée de l'Union ou l’armée des États confédérés, peut y affronter l’ordinateur ou un autre joueur, qui commande le camp adverse. Le jeu propose trois niveaux de difficulté et plusieurs options permettant notamment de choisir la durée d’une partie et de modifier les paramètres de gestion de la visibilité, des renforts, des munitions ou de l’efficacité des troupes. Le jeu se joue sur une carte divisée en 30x30 cases représentant chacune une distance de 200 yards. Le joueur peut la visualiser à l’échelle stratégique, pour avoir une vue globale du champ de bataille, ou à l’échelle tactique, pour avoir une vue plus précise des combats. Le jeu se déroule au tour par tour, chaque tour étant constitué de deux phases. Dans la première, le joueur peut vérifier l’état de ses troupes et leur donner des ordres et dans la seconde, l’ordinateur exécute ces ordres et détermine les résultats des combats.
Chaque joueur dispose d’unité d’infanterie, de cavalerie et d’artillerie, le camp de l’Union disposant en plus de canonnières. L’aptitude au combat d’une unité est caractérisée par sa puissance de feu théorique, qui dépend du nombre de soldat qui la compose, et par son efficacité. Cette dernière dépend initialement de l’entrainement et de l’expérience des soldats, mais évolue au cours des combats en fonction des pertes subies par l’unité et du niveau de fatigue des troupes. Lors d’un combat, la puissance de feu des unités impliquées varie de plus en fonction du type de terrain où elles se trouvent, de leurs densités et de leurs formations (en ligne ou en colonne). L’aptitude au combat d’une unité dépend également du bonus associé à leur leader. À chaque brigade, division ou corps d'armée est en effet rattaché un leader auquel est attribué un bonus, fonction de ses capacités historiques en termes de leadership, qui influe directement sur la puissance de feu des troupes sous ses ordres. Suivant la distance séparant une unité de sa brigade et des leaders de sa division et de son corps d’armée, mais aussi suivant l’état d’esprit de ces leaders (confus, indécisif, prudent, confiant), l’unité se voit de plus attribuer un niveau de commandement, qui influe lui aussi directement sur sa puissance de feu.

## Développement et publication
Shiloh: Grant’s Trial in the West  est développé par Chuck Kroegel et David Landrey, qui s’appuient pour cela sur le moteur de jeu de leur précédent wargame sur le thème de la guerre de Sécession, Battle of Antietam (1985), Gettysburg: The Turning Point (1986) et Rebel Charge at Chickamauga (1987). Le jeu est publié par Strategic Simulations à l’automne 1987 sur Apple II, Atari 8-bit, Commodore 64 et IBM PC,. Des versions sur Amiga et Atari ST sont initialement envisagées mais celles-ci sont finalement annulées,,. Outre la disquette du programme, le packaging du jeu contient une carte en couleur du champ de bataille ainsi qu’un manuel incluant les règles du jeu, mais aussi l’ensemble des tables de résolution des combats, un tutoriel et une liste des modifications apportées à son système de jeu par rapport à ses prédécesseurs,.

## Accueil
| Shiloh: Grant’s Trial in the West |      |       |
| Média                             | Nat. | Notes |
| Computer Gaming World             | US   | 4/5   |

Dans sa critique de Shiloh: Grant’s Trial in the West  publié en 1988  dans le magazine Antic, le journaliste Rich Moore estime tout d’abord que le jeu bénéficie de « graphismes plutôt réussis » et d’un « superbe » manuel, même s’il regrette l’absence d’une liste des différentes commandes disponibles dans le jeu, l’aide en ligne sur ce sujet n’étant d’après lui pas d’une grande aide. Il explique ensuite qu’au niveau de difficulté de base, « sa jouabilité est plutôt bonne », avec notamment à la possibilité de jouer au joystick. Il déplore en revanche qu’aux niveaux supérieurs, le jeu est ralenti par la prise en compte d’un plus grand nombre de paramètres, qui augmente le temps nécessaire à la planification des opérations et des combats à chaque tour, que ce soit pour le joueur ou l’ordinateur. En conclusion, il le décrit comme un jeu « stimulant » et « divertissant » qui nécessite cependant une attention particulière au détail et suffisamment de temps. Dans le magazine Analog Computing, le journaliste Steve Panak estime de son côté qu’avec ce quatrième volet, Strategic Simulations propose a nouveau un jeu « réaliste et complexe » qui reste néanmoins « facile à prendre en main ». Il le décrit donc comme « une nouvelle réussite » qui, sans être particulièrement innovant, à l’avantage d’être dénué de mauvaise surprise.

## Postérité
Shiloh: Grant’s Trial in the West est le quatrième volet d’une série de quatre wargames développés par Chuck Kroegel et David Landrey en s’appuyant sur le moteur de jeu de Battle of Antietam (1985), publiés par Strategic Simulations et ayant pour thème la guerre de Sécession. Ses développeurs ont également adapté son moteur de jeu au thème de la guerre d'indépendance des États-Unis avec Sons of Liberty (1987), qui simule la bataille de Bunker Hill, la batailles de Saratoga et la bataille de Monmouth, et à celui des guerres napoléoniennes avec Battles of Napoleon (1988) qui simule la bataille de la Moskova, la bataille d'Auerstaedt, la bataille des Quatre Bras et la bataille de Waterloo.